# Moskvazwembad

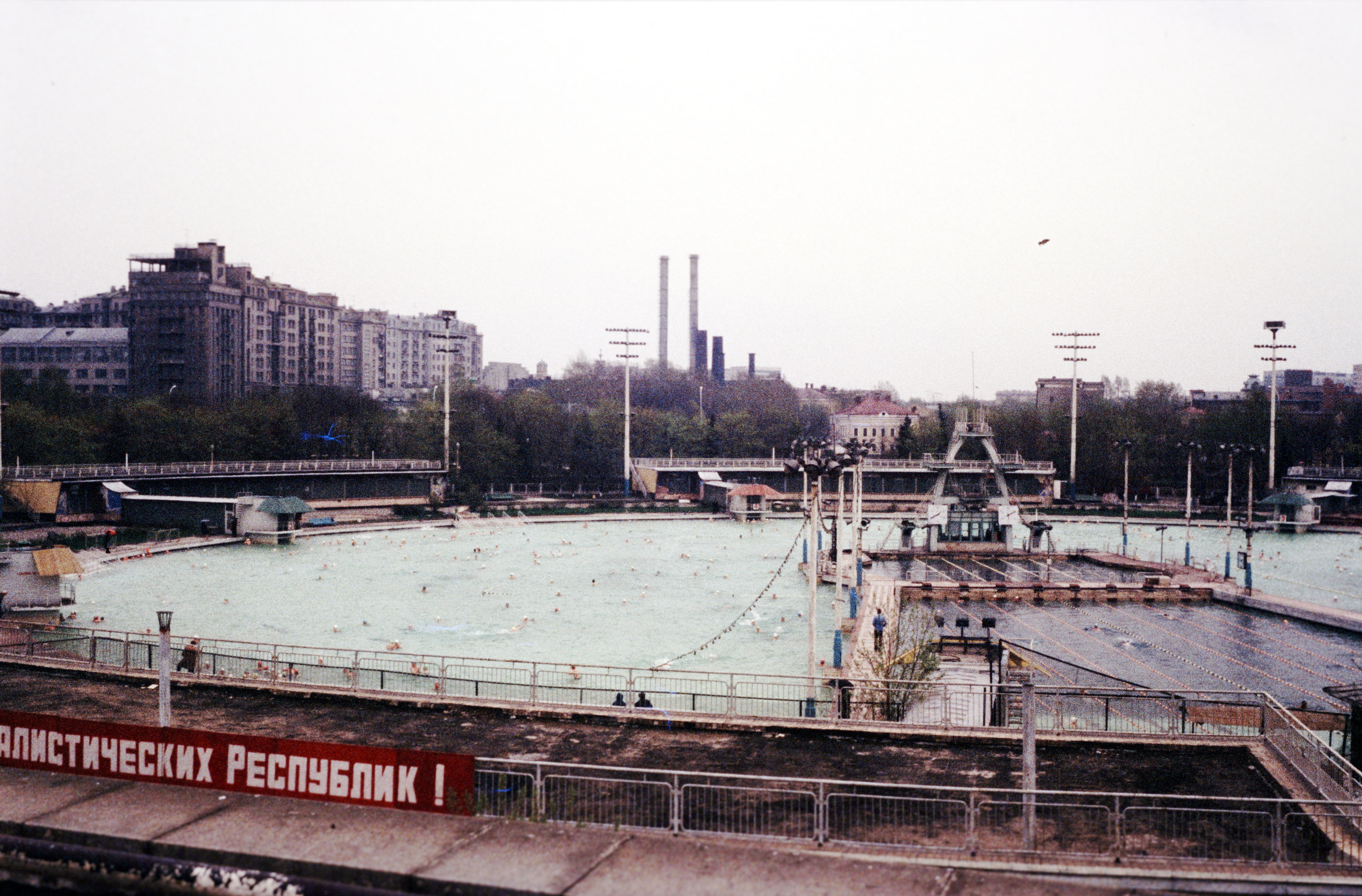
Het Moskvazwembad in 1980

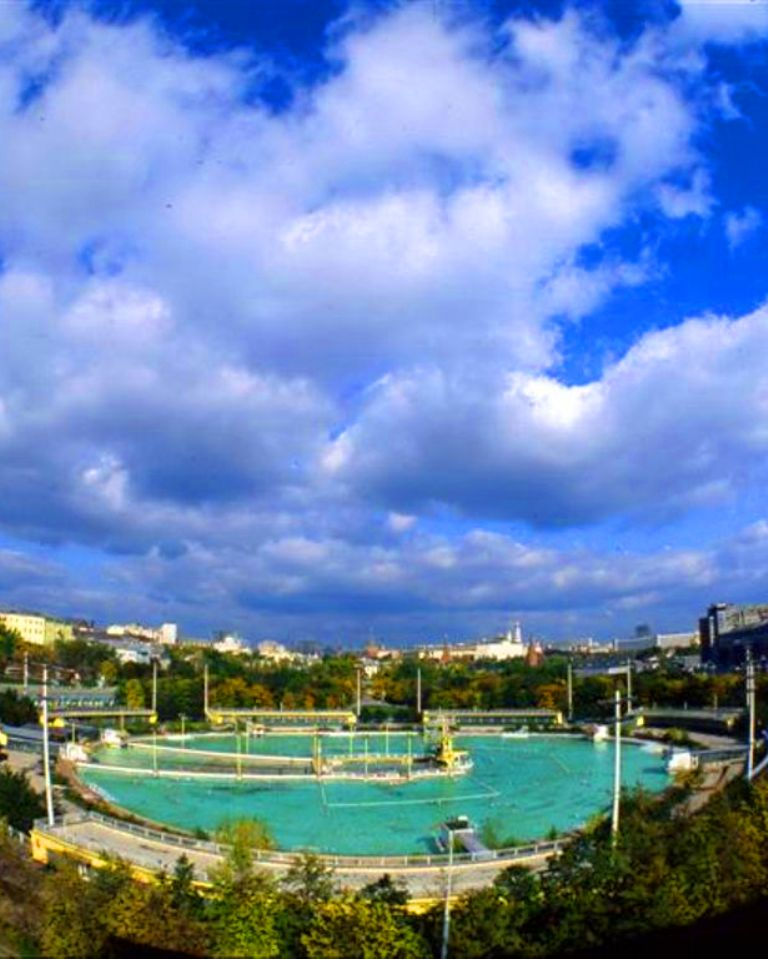
Het Moskvazwembad in 1980

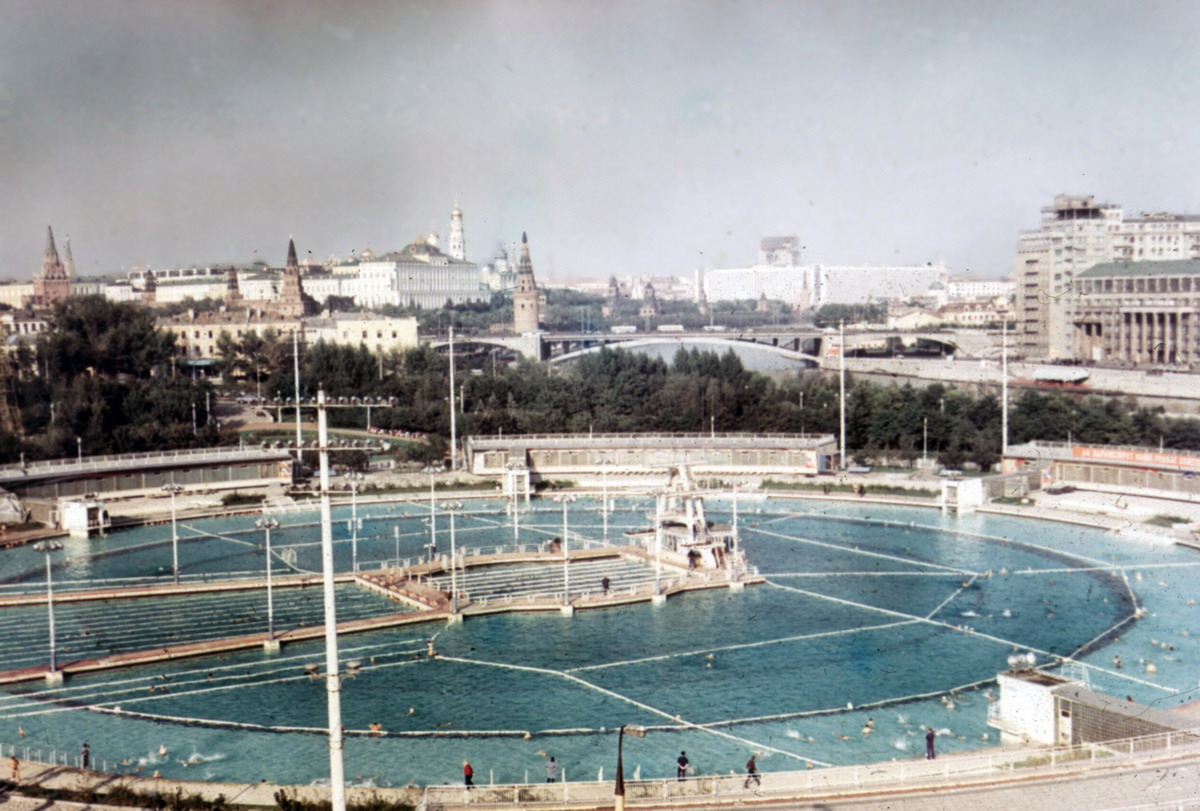
Het Moskvazwembad in 1969

Het Moskvazwembad (Zwembad van Moskou) (Russisch: плавательный бассейн «Москва», plavatelnij bassein «Moskva») in Moskou was in de 20e eeuw het grootste verwarmde openluchtzwembad van de wereld. Het cirkelvormige zwembad met een diameter van 129,5 meter had een totaal wateroppervlak van 13.000 m². Tussen de in het midden opgestelde springtoren en de zijkant was aan een zijde een zone apart ommuurd met daarin een Olympisch zwembad met acht zwembanen.
Het werd in 1958 in opdracht van de Moskouse gemeenteraad gebouwd op de fundering van het beoogde Paleis van de Sovjets naar het ontwerp van de vooraanstaande Moskouse architect Dmitri Tsjetsjoelin. De bouw van het Paleis van de Sovjets was in 1937 begonnen en in 1941 beëindigd, toen het staal dat voor de fundering nodig was, moest worden gebruikt voor de oorlogsindustrie tijdens de Tweede Wereldoorlog. De leegstaande fundering van het paleis werd in 1958 omgebouwd tot openluchtzwembad dat van 16 juli 1960 tot 1991 bestaan heeft. Het water werd verwarmd, zodat het zwembad het hele jaar open kon blijven. In 1994 besliste een groep onder andere bestaande uit patriarch Alexius II en Joeri Loezjkov, de toenmalige burgemeester van Moskou, dat het zwembad afgebroken moest worden en de Christus-Verlosserkerk opnieuw op de plek zou verrijzen. In 1995 werd de Christus Verlosserkathedraal op de plaats van het zwembad opnieuw opgebouwd. De oorspronkelijke kathedraal was in opdracht van Jozef Stalin in 1931 verwoest om plaats te maken voor het Paleis van de Sovjets.